# Nate James
Nathaniel James Speas, conocido como Nate James (nacido el 15 de septiembre de 1979 en Lakenheath, Suffolk, Inglaterra), es un cantautor inglés. James lanzó su álbum debut de soul Set the Tone en 2005, que le valió dos nominaciones MOBO a Mejor Artista Revelación y Mejor Artista de R&B, con su reverenciado primer lanzamiento "Set The Tone". Lanzó su sello Frofunk a través de Independent Labels en todo el mundo. y se convirtió en uno de los artistas independientes de grabación de soul más exitosos a nivel mundial. James ha vendido más de 1.000.000 de álbumes y ha tenido Airplay exitosos tanto en Europa como en Japón. Ganó el Festivalbar en 2006. El Festivalbar es un concurso de canto italiano que se lleva a cabo en las plazas italianas más importantes como la Piazza del Duomo en Milán. Lanzó su segundo álbum Unido Falls en 2006. En febrero de 2008, James y su banda se presentó en la BBC muestran Later... with Jools Holland. En 2007, James ganó el Mejor Álbum de los Urban Music Awards (Kingdom Falls) y el Mejor Artista Neo-Soul. Nate fue participante del programa de la BBC The Voice UK en abril de 2013.

## Carrera musical
James tiene la ciudadanía británica y estadounidense conjunta, ya que nació en una base de la Fuerza Aérea de los Estados Unidos. En Inglaterra de padre estadounidense y madre inglesa. Como compositor reconocido, fue contratado por Universal Publishing en 2004, antes de que lanzara cualquier material como intérprete. A diferencia de muchos artistas jóvenes, no renunció a los derechos de autor de sus grabaciones en la rápida búsqueda de la fama. Él es dueño de sus propios videos musicales y hace su propio A&R, James publicó en su propio sello Frofunk a través de varios acuerdos con marcas independientes en todo el mundo. Al hacerlo, James se ha convertido en uno de los artistas independientes de grabación de soul más exitosos a nivel mundial. James vendió más de 1.000.000 de álbumes y disfrutó de importantes éxitos en el aire en Europa continental y Japón. Hizo una aparición en The Voice UK el 27 de abril de 2013 con 2 de los jueces girando sus sillas.

### Set the Tone(2005–2007)
James lanzó su álbum debut, Set The Tone en 2005, que está fuertemente influenciado por artistas del soul como Marvin Gaye, Prince y Stevie Wonder. Posteriormente ganó el reconocimiento de la crítica generalizada de James y dos nominaciones MOBO como Mejor Artista Revelación y Mejor Artista de R&B. Su álbum, escrito principalmente por James, cubre una variedad de influencias musicales; desde el R&B bajo de Set The Tone, el pop alegre de Universal, el soul retro de The Message, el clásico sonido de balada de Justify Me hasta la vibra roquera de I'll Decline. También hay un dúo con Dawn Robinson de En Vogue.
James también ha trabajado con varios coautores destacados que incluyen a David Brant (Mis-Teeq, Liberty X, Jamie Scott), Eg White (Adele's Chasing Pavements) en Universal, David Sneddon (Hurts, Lana Del Rey) y Jake Gosling (Ed Sheeran, Wiley (rapero)) en The Message, Andreas S. Jensen (Escritor de Armand Van Helden: MyMyMy), Peter-John Vettese (Annie Lennox: Walking on Broken Glass), Jamie Hartman (Will Young's All Time Love) en Justify Me y Emily Friendship (Sarah Connor: You're the Kinda Man).
James ha vendido numerosos espectáculos en vivo en el Jazz Café de Londres y en otros lugares del Reino Unido. Su concierto principal en Shepherds Bush Empire tuvo que ser reprogramado debido a los atentados del 7 de julio de 2005 en Londres, pero siguió adelante en octubre de 2005. Nate y su banda también tocaron en Fruitstock 2005. Ha tenido éxito tanto en Europa como en Japón. Ganó el Festivalbar en Italia en 2006. El Festivalbar es un concurso de canto italiano que tiene lugar en las plazas italianas más importantes durante el verano, como la Piazza del Duomo, Milán

### Kingdom Falls(2007–2008)
La grabación del segundo álbum de James, Kingdom Falls, fue totalmente autofinanciada con las ganancias de su álbum debut. El álbum presenta una orquesta en vivo en muchas pistas y más producción basada en estudio que la presentada en su primer álbum Set The Tone. La canción principal del álbum Kingdom Falls fue influenciada por las experiencias de James en una misión benéfica a Ruanda en 2006, donde fue testigo de una mezcla de alegría y tristeza, al ver al país y a sus numerosos huérfanos recuperarse de las atrocidades cometidas durante el genocidio de 1994. El álbum fue mezclado en Los Ángeles por el ganador del Grammy colaborador del Outkast Neal H Pogue y fue lanzado primero en Japón y luego en el Reino Unido e Italia. En 2007, James ganó los premios Urban Music Awards como Mejor Álbum (Kingdom Falls) y Mejor Artista Neo-Soul.
En febrero de 2008 James y su banda realizaron dos canciones del álbum en la BBC muestran Later... with Jools Holland - Choke y Back To You.
En la primavera de 2008, James se embarcó en su primera gira por América del Norte y realizó presentaciones en vivo en la ciudad de Nueva York, Toronto, San Diego y Los Ángeles. El 4 de julio de 2008, James encabezó el escenario al aire libre del Montreal Jazz Fest, actuando ante una audiencia de más de 120.000 personas en la ciudad de Quebec.

### Revival(2009)
Entre las sesiones de escritura de su próximo álbum, James grabó una selección de versiones. Estos fueron lanzados como Revival el 30 de marzo de 2009. El álbum fue producido únicamente por el productor del álbum Set The Tone de James, David Brant.

### SugaSmak! (2010)
En 2010, James formó el grupo SugaSmak! que consistía en Nate como el vocalista principal (ahora apodado 'SugaJack') y Matt Gooderson del grupo indie Infadels ('Clyma'). Con un nuevo sonido ElectroSoul, el sencillo debut del dúo We Are fue lanzado a través del pequeño independiente londinense "Better Get Records" el 22 de noviembre de 2010.

### "Back Foot" (2012)
En 2012, Nate se asoció con el dúo HeavyFeet de Mánchester para grabar el sencillo "Back Foot". La pista fue lanzada a través de Champion Records el 25 de marzo de 2012.

### The Voice UK(2013)
En 2013, Nate James apareció en el exitoso programa de televisión británico The Voice UK. Interpretando "Crazy", James giró las sillas de Jessie J y Danny O'Donoghue. Él eligió a Jessie J como su entrenador, a pesar de que sí consideró estar en el equipo de Will.i.am. Fue eliminado durante The Battle Rounds.

### The Voice of Holland(2018)
En 2018, James apareció en el exitoso programa de televisión neerlandés The Voice of Holland, donde interpretó "Issues" y giró las cuatro sillas. Eligió a Waylon para ser su entrenador.

## Discografía

### Álbumes
| Título        | Detalles del álbum                                                          | Posiciones pico del gráfico | Posiciones pico del gráfico | Posiciones pico del gráfico | Posiciones pico del gráfico | Posiciones pico del gráfico | Certificaciones (umbrales de ventas)                                        |
| Título        | Detalles del álbum                                                          | Reino Unido                 | Reino Unido Indie           | Reino Unido                 | FRA                         | ITA                         | Certificaciones (umbrales de ventas)                                        |
| ------------- | --------------------------------------------------------------------------- | --------------------------- | --------------------------- | --------------------------- | --------------------------- | --------------------------- | --------------------------------------------------------------------------- |
| Set the Tone  | - Fecha de lanzamiento: 8 de agosto de 2005 - Discográfica: Universal Music | 96                          | 33                          | 39                          | 68                          | 43                          | - Certificación de ventas IMPALA : Oro (30.000) - Ventas mundiales: 125.000 |
| Kingdom Falls | - Fecha de lanzamiento: 18 de junio de 2007                                 | -                           | -                           | -                           | -                           | -                           |                                                                             |
| Revival       | - Fecha de lanzamiento: 30 de marzo de 2009                                 | -                           | -                           | -                           | -                           | -                           |                                                                             |

### EP
- 2007: Funkdefining EP

### Sencillos

#### Como solista
| Título                                                             | Año  | Posiciones máximas | Posiciones máximas | Posiciones máximas | Posiciones máximas | Álbum         |
| Título                                                             | Año  | UK                 | BEL (VL)           | FRA                | ITA                | Álbum         |
| ------------------------------------------------------------------ | ---- | ------------------ | ------------------ | ------------------ | ------------------ | ------------- |
| "Set the Tone"                                                     | 2005 | 69                 | —                  | —                  | —                  | Set the Tone  |
| "Universal"                                                        | 2005 | 72                 | —                  | —                  | —                  | Set the Tone  |
| "The Message" / "Get This Right"                                   | 2005 | —                  | 9                  | 46                 | 28                 | Set the Tone  |
| "Pretend" (Download-only single, packaged with B-side "Cut a Rug") | 2006 | —                  | —                  | —                  | —                  | Set the Tone  |
| "Justify Me"                                                       | 2006 | —                  | 21                 | —                  | 41                 | Set the Tone  |
| "Back to You"                                                      | 2007 | —                  | —                  | —                  | 49                 | Kingdom Falls |
| "Kingdom Falls"                                                    | 2007 | —                  | —                  | —                  | —                  | Kingdom Falls |
| "High Times"                                                       | 2007 | —                  | —                  | —                  | —                  | Kingdom Falls |
| "Choke" / "Back to You"                                            | 2008 | —                  | —                  | —                  | —                  | Kingdom Falls |
| "Because I Love You"                                               | 2009 | —                  | —                  | —                  | —                  | Revival       |

#### With SugaSmack!
- "We Are" (2010)

#### With Heavyfeet
- "Back Foot" (2012)

### Colaboraciones
- 2005: Poker Pets con Nate James - "Lovin 'You" No. 43 (Reino Unido)
- 2005: Natalie Williams con Nate James - "Conversation"
- 2006: hazaña de Sway. Nate James "Todavía por mi cuenta"
- 2006: Pe'z v Nate James - Top 40 de "Live for the Groove EP" (gráfico de ventas de JAP)
- 2007: Paolo Meneguzzi & Nate James 'Music' / 'Musica' Top 30 (Italia Airplay)
- 2012: HeavyFeet y Nate James - "Back Foot"

### También se incluye en
- 2004: Shapeshifters "Lola's Theme" No. 1 (sencillo en el Reino Unido)
- "Funkdefining" aparece en las películas de Hollywood Run Fatboy Run y How to Lose Friends and Alienate People

### Reconocimientos
- 2005: Premio MOBO nominado a Mejor Revelación
- 2005: Premio MOBO nominado al Mejor Artista de R&B
- 2005: CHANNEL U Best of British nominado
- 2005: SCREEN NATION AWARDS Mejor video nominado
- 2006: MOBO AWARD Mejor nominado masculino en el Reino Unido
- 2006: BT DIGITAL MUSIC AWARDS Mejor Artista Urbano
- 2006: FESTIVALBAR Ganador al Mejor Artista Internacional
- 2007: URBAN MUSIC AWARDS Mejor álbum (Kingdom Falls)
- 2007: URBAN MUSIC AWARDS Ganador al Mejor Artista Neo-Soul